# Lotten Sunna
Siri Charlotte "Lotten" Sunna, född 11 november 1961, var grundare av och ledamot i Feministiskt initiativs interimsstyrelse från 4 april 2005 till årsmötet 10 september samma år. Hon återträdde in i styrelsen 17 oktober 2005 efter Tiina Rosenbergs utträde, då hon var den kandidat utanför styrelsen som fick mest personliga röster vid årsmötet. På Feministiskt initiativs första riksdagslista till valet 2006 stod hon på plats 10. Hon stod även på riksdagslistan till valet 2010 på plats 7 och åter 2014 på plats 10. I februari 2015 återvaldes hon till en post i partistyrelsen. I valrörelsen 2018 stod hon på plats 6 på riksdagslistan.
Lotten Sunna grundade nätverket #utanskyddsnät tillsammans med Birgitta Johnsson och Lisa Thunberg i november 2017. Nätverket var en del av den #metoo-våg som svepte över Sverige hösten 2017. Nätverket samlade berättelser från flickor, kvinnor och transpersoner med erfarenhet av droger, sex mot ersättning, kriminalitet, hemlöshet och psykisk ohälsa. 2018 bildades föreningen #utanskyddsnät.